# Vzdušný hokej

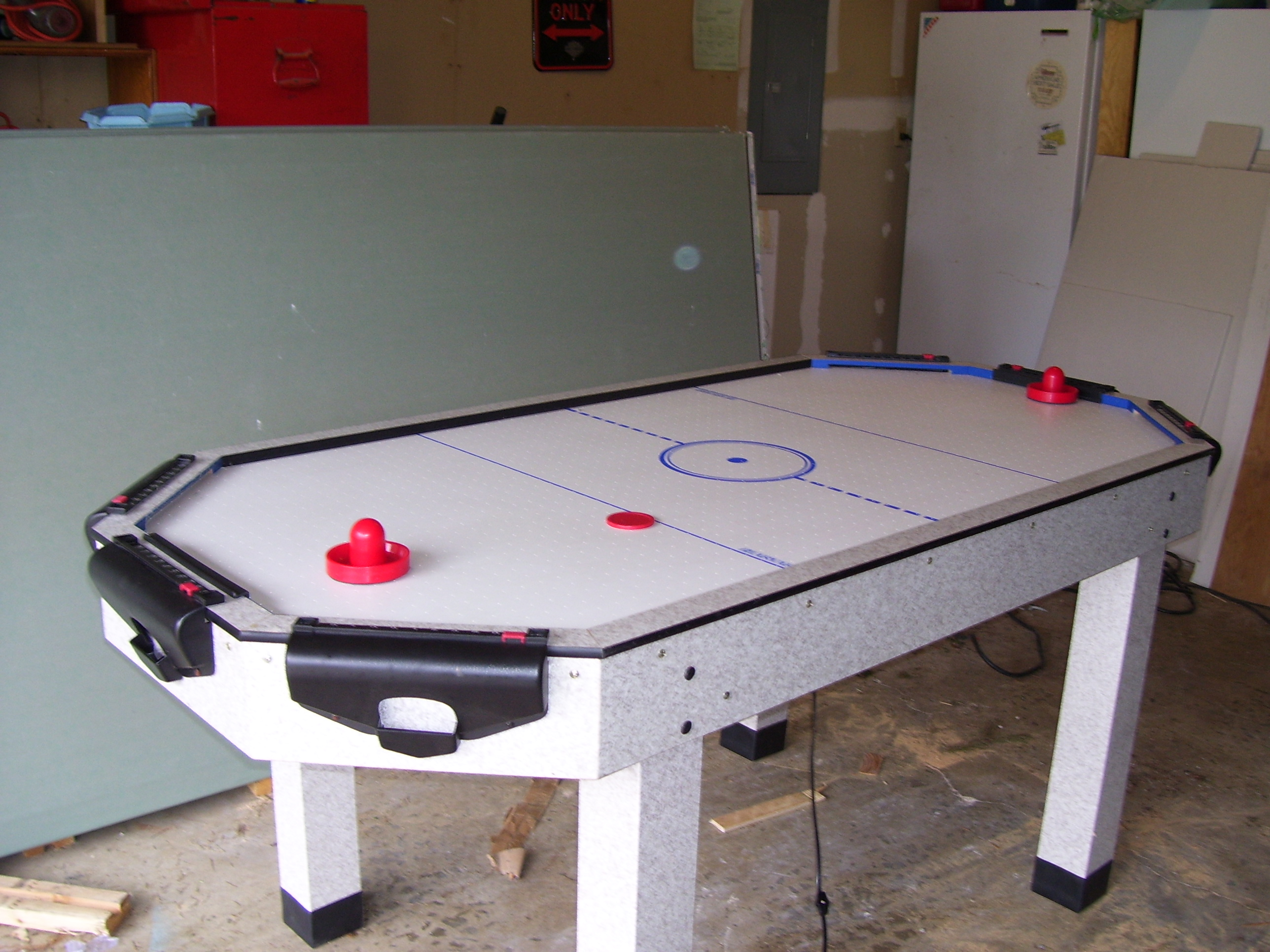
Stůl na vzdušný hokej

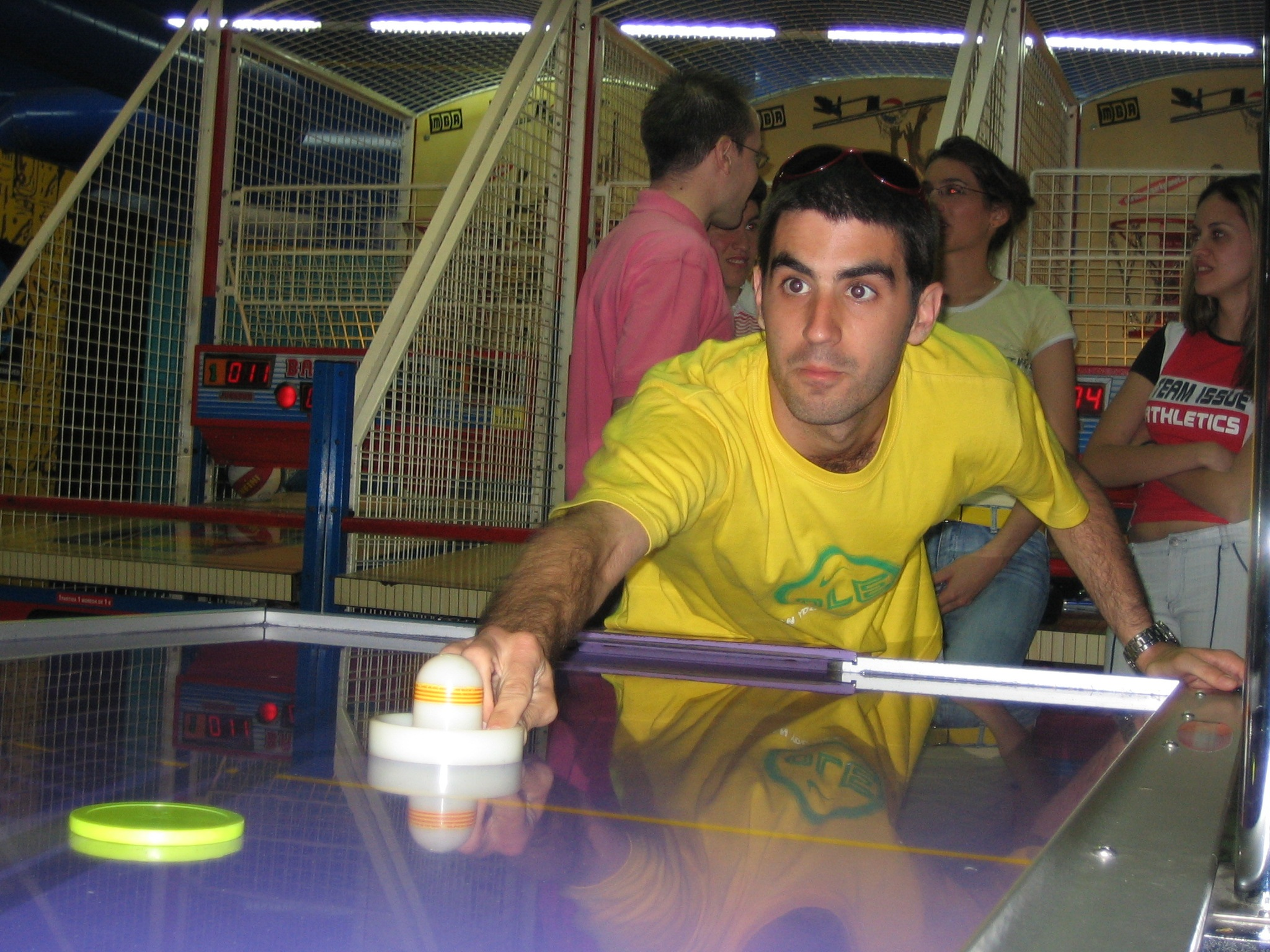
Hráč při střelbě

Vzdušný hokej nebo Air hockey je společenská hra, která se vyvinula ze stolního hokeje. Vynalezl ji roku 1972 Bob Lemieux, pracovník americké firmy na kulečníkové stoly Brunswick Bowling & Billiards. Je určena pro dva hráče, cílem je dostat kotouč pomocí speciální „pálky“ do soupeřovy branky.
Hrací plochu tvoří deska vyrobená z nerezu a opatřená množstvím drobných otvorů. Těmi proudí vzduch z ventilátoru umístěného pod deskou a vytváří polštář, po kterém může puk klouzat bez zpomalujícího tření. Na kratších koncích hrací desky se nacházejí otvory sloužící jako branky, okraje stolu jsou opatřeny mantinely. Puk je vyroben z polykarbonátu, hráči ho odbíjejí zvláštní pálkou ve tvaru cylindru, která se drží za horní část a plochým spodkem klouže po desce. Menší vzdušné hokeje jsou přenosné, větší tvoří samostatné pevné stoly. Existují také veřejné automaty, v nichž se ventilátor spouští vhozením mince. 
V rekreačním vzdušném hokeji záleží pravidla na domluvě hráčů, existují tak různé varianty, jako utkání dvoučlenných týmů nebo hra, v níž platí pouze góly dosažené odrazem od mantinelu. Naproti tomu v soutěžním stolním hokeji, který řídí organizace Air Hockey Players Association (AHPA), je stanoven minimální rozměr hřiště 220×110 cm a tlak vzduchu nejméně 250 kubických stop za minutu. Hráč se smí puku dotknout pouze pálkou a nesmí hrát na soupeřově polovině, na střelu má časový limit sedmi sekund. Hraje se, dokud jeden ze soupeřů nevstřelí sedm branek.
Od roku 1978 se každoročně hraje mistrovství světa profesionálů ve vzdušném hokeji, jeho nejúspěšnějším účastníkem je Američan Danny Hynes s jedenácti tituly. Soutěže v České republice řídí Český svaz Air-hockey. Češi byli mistry Evropy družstev v letech 2011, 2012 a 2014, na ME 2014 vyhrál soutěž jednotlivců Patrik Juchelka.